# ジェオフレ・ジュルドラン
ジェオフレ・ジュルドラン (Geoffrey Jourdren, 1986年4月4日 - ）は、フランス、セーヌ＝エ＝マルヌ県モー出身のサッカー選手。ポジションはゴールキーパー。

## 経歴
クレールフォンテーヌ国立研究所出身。U-17世代からフランス代表に招集され、2005年のUEFA U-19欧州選手権、2006年のトゥーロン国際大会でタイトル獲得した。2017年7月、ASナンシーに移籍した。

## タイトル
- モンペリエHSC

リーグ・アン:1回
2011-12
- U-19フランス代表

UEFA U-19欧州選手権:1回
2005

## 個人成績
| シーズン | クラブ     | リーグ       | リーグ | リーグ |
| シーズン | クラブ     | リーグ       | 出場   | 得点   |
| -------- | ---------- | ------------ | ------ | ------ |
| 2006-07  | モンペリエ | リーグ・ドゥ | 12     | 0      |
| 2007-08  | モンペリエ | リーグ・ドゥ | 32     | 0      |
| 2008-09  | モンペリエ | リーグ・ドゥ | 1      | 0      |
| 2009-10  | モンペリエ | リーグ・アン | 38     | 0      |
| 2010-11  | モンペリエ | リーグ・アン | 37     | 0      |
| 2011-12  | モンペリエ | リーグ・アン | 34     | 0      |
| 2012-13  | モンペリエ | リーグ・アン | 33     | 0      |
| 2013-14  | モンペリエ | リーグ・アン | 34     | 0      |
| 2014-15  | モンペリエ | リーグ・アン | 29     | 0      |